# Кулон, Алферий Степанович де
Алферий Степанович де Кулон (Де-Кулон, Декулон; настоящее имя: Адальберт де Вишери де Кулон; ум. 1735) — русский военный инженер французского происхождения, генерал-лейтенант (1727). Один из создателей инженерного образования в России и первый начальник  Санкт-Петербургской инженерной учебной роты (1718—1722). Главнокомандующий инженерными войсками России («обер-директор над инженерами»; 1722—1727). Участник строительства Кронштадтской и Выборгской крепостей, Вышневолоцкого и Староладожского каналов. Комендант Выборга (1732—35). Протеже и союзник А. Д. Меншикова, постоянный оппонент другого ведущего инженера — Б. К. Миниха. Александровский кавалер (1732).

## Биография
Родился во Франции около 1665 года, вероятно, в семье дворян-гугенотов, и там же получил образование (где именно — неизвестно). Около 1711 году де Кулон перешёл на русскую службу, получил чин инженер-полковника, и, по приказу Петра Великого, был направлен руководить строительством Вышневолоцкой водной системы. Поскольку царь был недоволен качеством работ, проведённых ранее (в 1703—1709 годах) русскими и голландскими мастерами, то де Кулону он поручил возглавить «исправление» ранее построенного. Пётр Первый внимательно следил за ходом работ, которые затянулись на долгое время. Так, в 1717 году находясь за границей на минеральных водах в городе Спа, царь получил от своего фаворита Меншикова отчёт и чертежи инженера Кулона, касавшиеся конкретных аспектов строительства.
В 1718 году де Кулон находился в Санкт-Петербурге и виделся с Меншиковым (о чём известно из дневников последнего). В том же году основал в Санкт-Петербурге частную инженерную школу. Это начинание встретило поддержку у царя, в результате чего на основе частной школы де Кулона была образована Санкт-Петербургская инженерная учебная рота (школа), руководителем которой остался де Кулон. 
В 1719 году была упразднена инженерная школа в Москве, а её воспитанники направлены в Санкт-Петербург. Пётр при этом предписал Кулону тщательно проверить знания и способности новых учеников, и «которые из них по инженерной науке явятся по малолетству и остроте (ума) и лучшей понятливости годные, тех учить и приводить в совершенство». Проведя  проверку знаний и способностей вновь поступивших, Кулон докладывал: «Из оных учеников явились: в науках во всех исправны и достойны (стать) кондукторами — одиннадцать; в науках же во всем исправны — шестнадцать; в науках не во всех исправны, но при инженерстве быть годны, и надлежит их в совершенство приводить — сорок три; в науках неисправны и при инженерстве быть им невозможно — два человека». 
Де Кулону удалось добиться выделения для Инженерной школы отдельного помещения. Практические занятия проводились в крепости Ниеншанц. 
В 1720 году Кулон был направлен в Ревель (Таллин) «фортецию и морские крепости, цитадель и двойную батарею осмотреть». В 1721 году был повышен до генерал-майора. 
В 1722 году де Кулон был назначен «над всеми (российскими) крепостями генерал-директором, в его же дирекции быть всем инженерам, инженерной и минерной ротам». Получив это назначение, де Кулон оставил должность начальника Санкт-Петербургской инженерной школы (эту должность по решению Военной коллегии вместо него занял инженер-капитан Давид Гольцман). 
В 1723 году возглавлял комиссию по подготовке строительства Ладожского канала, на этой должности отстаивал точку зрения Меншикова о том, где именно должен пройти канал, и по этому поводу вступил в полемику с Минихом. 

(член комиссии инженер) Писарев, шлюзные мастера и подрядчики, принявшие на себя сию работу, были под покровительством князя Меншикова. Сей князь хотел присвоить себе честь наиважнейшаго строения, которое Императору всех других приятнее было, и которое для него (Меншикова) было прибыльно. Для сей причины Генерал-лейтенант де Кулон и Генерал-майор Дебрини, опасаясь, чтоб не прийти в немилость у Меншикова, приняли сторону Писарева.— Известие фельдмаршала графа Миниха о Ладожском канале
В 1724 году де Кулон сделал царю доклад «О управлении инженерным корпусом и фортификацией», на основании которого царь лично составил штатное расписание Инженерного корпуса. Вскоре после этого царь отдельно уточнил, что де Кулон, как руководитель инженеров и минеров, подчиняется генерал-фельдцейхмейстеру, как руководителю артиллерии. Однако, уже в 1726 году де Кулон добился указа нового правительства о выведении своего ведомства из подчинения генерал-фельдцейхмейстера и его Артиллерийской канцелярии. В том же году де Кулон подал в Военную коллегию документ под названием «Устройство инженерной части и управление ею», получивший официальное одобрение. 
В 1727 году де Кулона на посту «обер-директора над инженерами» сменил Миних, а сам де Кулон был произведён в генерал-лейтенанты и назначен руководить строительством Кронштадтской крепости (с 1729 года работал в Кронштадте под руководством Миниха). 
Параллельно, начиная с 1724 года, работал над проектом новой Выборгской крепости, которая должна была быть возведена по системе Вобана (т.н. «крепость бастионного типа», в просторечии «звёздная крепость») и должна была стать дополнением к существовавшему со времён Средневековья Выборгскому замку. Параллельно, подготовить другой проект строительства той же крепости было поручено Миниху. Готовые проекты были поданы в Военную коллегию в 1728 году и рассматривались несколько лет. Наконец, было решено строить крепость по проекту де Кулона. В связи с этим, 17 февраля 1732 года, указом императрицы  Анны Иоанновны, де Кулон был награждён Орденом Святого Александра Невского (всего, за десять лет царствования Анны Иоанновны, этим орденом были награждены 53 человека). 
В начале 1732 года де Кулон был назначен комендантом Выборга и 26 февраля того же года прибыл в город и вступил в должность.  На протяжении трёх лет, с 1732 по 1735 год де Кулон оставался комендантом города и руководил строительством Выборгской крепости, которая получила название «Корон-Санкт-Анна» («Корона Святой Анны», святой покровительницы русской императрицы). 
В период пребывания в Выборге, де Кулон получил от правительство в пользование «казенный геймат Лилл Ладугорд» (в дальнейшем известный, как имение Монрепо). 
Будучи уже тяжело больным, де Кулон летом 1735 года отправил в Санкт-Петербург прошение об увольнении его от должности коменданта. Прошение, как обычно, долго рассматривалось. Де Кулон скончался 20 октября 1735 года в Выборге и был похоронен там же в конце декабря; торжественное отпевание состоялось в шведской (лютеранской) церкви. Со смертью де Кулона связано возникновение слухов о появлении привидения в резиденции выборгского коменданта.
Де Кулон был женат, но не имел других наследников, кроме вдовы. Супруга де Кулона, Олимпия, урождённая де Паян, родилась в 1668 году и происходила из семьи французских дворян-гугенотов. Вдова де Кулона, по всей видимости, скончалась в 1741 году, так как после этого управлявшийся ею геймат (имение Монрепо) был возвращён в казну в качестве выморочного имущества.